# Gottfried Heinrich Stölzel
Gottfried Heinrich Stölzel (ur. 23 stycznia 1690 w Schwarzenbergu, zm. 27 listopada 1749 w Gocie)  – niemiecki kompozytor i teoretyk muzyki. 

## Życiorys
Urodził się w Grünstädtel (dziś dzielnica miasta Schwarzenberg). Naukę muzyki rozpoczął u swojego ojca, Heinricha, który był organistą. Od roku 1707 studiował w  teologię w Lipsku, a jednocześnie uczył się kompozycji u lipskiego kompozytora, Melchiora Hoffmanna. Wyjechał także do Włoch, aby kształcić się muzycznie. W latach 1710–1712 działał jako kompozytor i nauczyciel muzyki we Wrocławiu, gdzie wystawił swoją pierwszą operę pt. Narcissus. W kolejnych latach przebywał i działał muzycznie w Halle, wyjechał ponownie do Włoch, gdzie nawiązał kontakty ze znanymi kompozytorami, jak Antonio Vivaldi, Giovanni Battista Bononcini i Francesco Gasparini. W 1715 działał w Pradze, następnie na dworze książęcym w Dreźnie. W 1717 w związku z 200-leciem Reformacji otrzymał zadanie przygotowania na tę okazję oprawy muzycznej w Bayreuth. W latach 1718–1719 był kapelmistrzem na dworze w Gerze. Od 1720 osiadł w Gocie, gdzie był kapelmistrzem na dworze tamtejszych książąt: Fryderyka II i  Fryderyka III. Komponował też utwory okolicznościowe dla dworów w Gerze, Sondershausen i Zerbst.

## Twórczość
Gottfried Heinrich Stölzel był cenionym twórcą kantat kościelnych, oratoriów. Pisał także opery,koncerty instrumentalne i muzykę okolicznościową. Wielką uwagę przykładał do techniki recytatywów, którą doprowadził do mistrzostwa. Był ceniony przez Johanna Sebastiana Bacha, który m.in. poprowadził w kościele św. Tomasza w Lipsku w Wielki Piątek 1734 jego oratorium pasyjne pt. Ein Lämmlein geht und trägt die Schuld.
Najbardziej chyba znanym utworem Stölzela jest jego słynna aria Bist du bei mir, przez lata mylnie określana jako dzieło Johanna Sebastiana Bacha, a wpisana w 1725 przez Bacha do notatnika przygotowanego dla jego drugiej żony Anny Magdaleny Bach i umieszczona później w katalogu dzieł Jana Sebastiana Bacha jako pozycja BWV 508. Jest to aria z niezachowanej opery  Stölzela Diomedes oder die triumphierende Unschuld, wystawionej po raz pierwszy w Bayreuth w 1718.
Po śmierci Stölzela na długi czas jego muzyka popadła w całkowite zapomnienie a duża część jego dorobku kompozytorskiego (w tym wszystkie dzieła operowe, których stworzył co najmniej 18), zaginęła bezpowrotnie. Zachowała się część kantat, oratoria pasyjne, Oratorium na Boże Narodzenie, Te Deum, a także utwory instrumentalne. Ważną pozycją w spuściźnie Stölzela jest traktat teoretyczny Abhandlung vom Rezitativ, powstały ok. 1739, a wydany dopiero w 1962. Autor przedstawia w nim w sposób kompleksowy ujęcie recytatywu w oparciu o własne doświadczenie kompozytorskie; pozycja ta uznawana jest dziś za unikatową w historii muzyki.